# Светлодолинское (Одесская область)
Светлодолинское (укр. Світлодолинське) — село, относится к Саратскому району Одесской области Украины. Протекает река Чилигидер.

## История
В июле 1995 года Кабинет министров Украины утвердил решение о приватизации находившегося здесь совхоза.
Население по переписи 2001 года составляло 1034 человека.

## Местный совет
68231, Одесская обл., Саратский р-н, с. Светлодолинское, ул. Мичурина, 49